# 11:11 (numerologie)

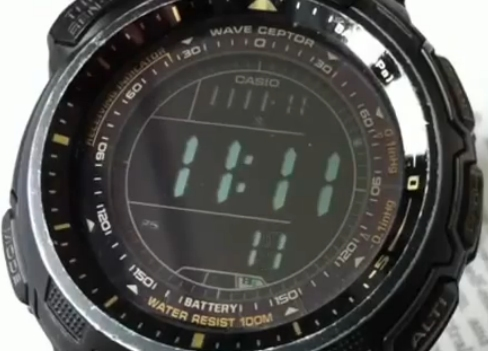
Voorbeeld van 11:11:11 op een digitaal horloge

De aanduiding 11:11 op een digitaal horloge of uurwerk wordt door sommige numerologen en New agefilosofen gelinkt met verschillende evenementen die op dat tijdstip door toeval vaker voorkomen dan kan worden verklaard. De tijd en gebeurtenissen worden aanzien als een synchroniciteit.
Sommigen beweren dat het zien van 11:11 op een klok een gunstig teken is terwijl anderen beweren dat 11:11 de aanwezigheid van een geest aangeeft. Sceptici beweren echter dat de voorbeelden van Uri Geller over 11:11-fenomenen en -wereldgebeurtenissen voorbeelden zijn van post-hoc-redeneren en vooringenomenheid.

## 11/11/11
11 november 2011 (11/11/11) om 11:11:11 werd aanzien als het perfecte palindroom. Op deze datum waren er onder andere in de Verenigde Staten opvallend meer huwelijken gepland. In Nederland waren er ook meerdere huwelijken maar in Vlaanderen bleek er weinig interesse.